# Ossa (berg)

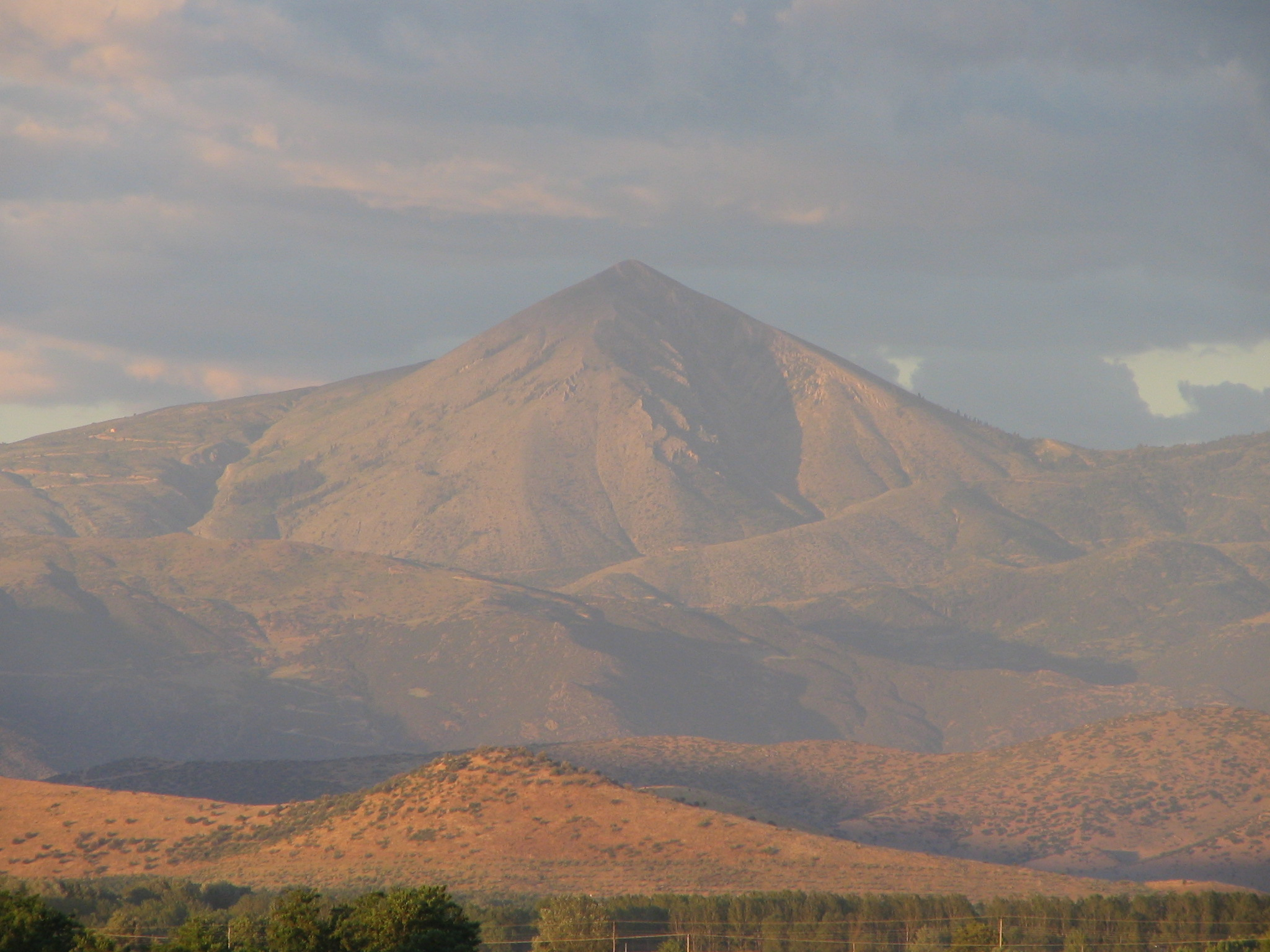
Ossa

Ossa (grekiska: Όσσα), alternativt Kissavos (Κίσσαβος), är ett berg i distriktet Thessalien i Grekland. Det är 1 978 meter högt. Ossa hänger i söder samman med Pelion och skiljs i norr från Olympos genom Tempedalen.
Ossa omtalas i sagan om giganternas strid med gudarna. På Ossas nordsida fanns en grotta helgad till nymferna, Ossa var även namn på en bergnymf.